# أندريه دوتشارم
أندريه دوتشارم هو كاتب سيناريو وممثل كندي، ولد في 23 يوليو 1961 في مونتريال في كندا.

## وصلات خارجية
- أندريه دوتشارم على موقع IMDb (الإنجليزية)
- أندريه دوتشارم على موقع ميوزك برينز (الإنجليزية)
- أندريه دوتشارم على موقع قاعدة بيانات الفيلم (الإنجليزية)
- أندريه دوتشارم على موقع كينوبويسك (الروسية)